# Next (przedsiębiorstwo)

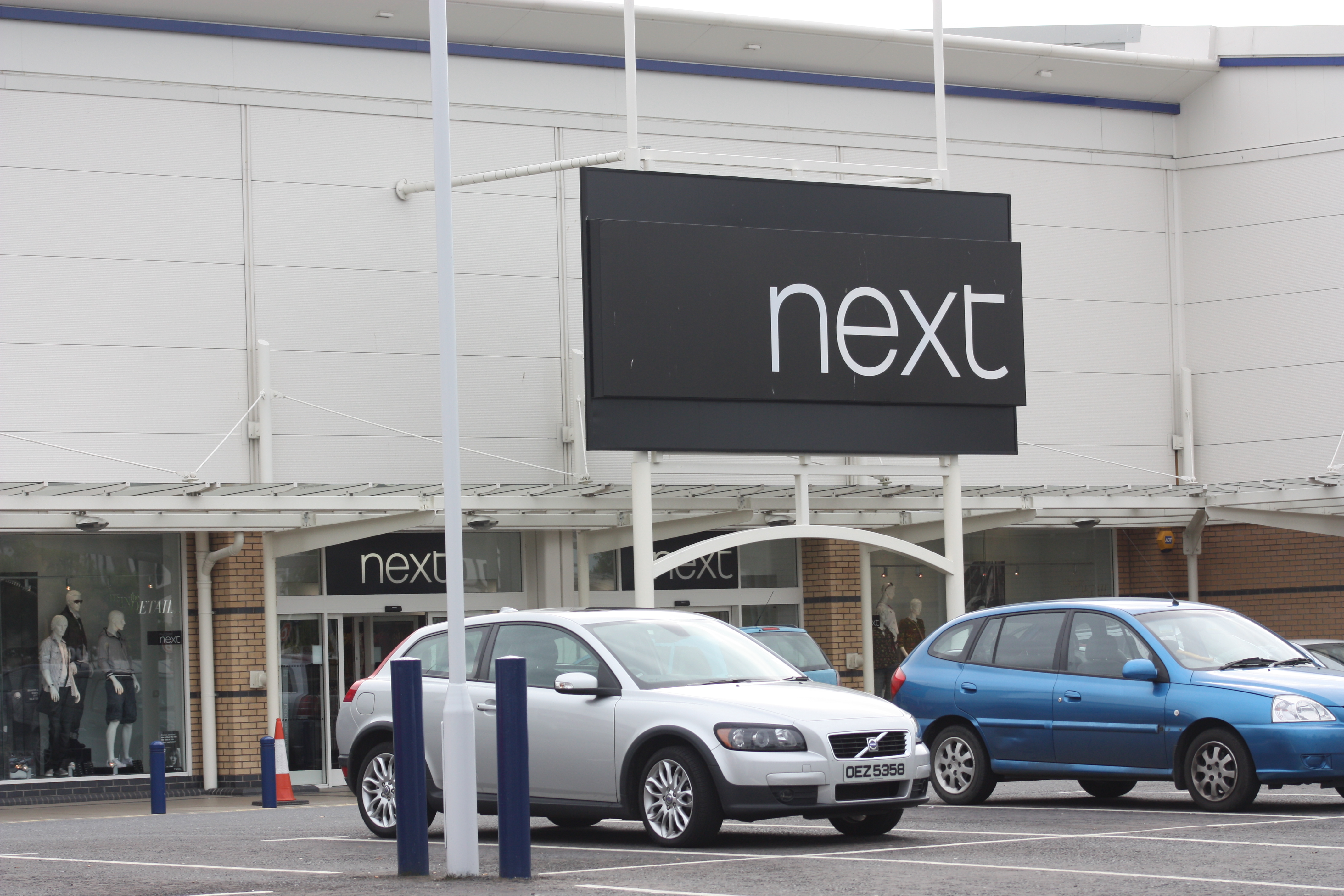
Sklep Next w Craigavon, w Irlandii Północnej

Next plc – brytyjskie przedsiębiorstwo zajmujące się sprzedażą detaliczną odzieży. Siedziba przedsiębiorstwa znajduje się w Enderby, w hrabstwie Leicestershire. Next jest notowane na giełdzie London Stock Exchange i wchodzi w skład indeksu FTSE 100.
Początki przedsiębiorstwa sięgają 1864 roku, gdy Joseph Hepworth otworzył w Leeds zakład krawiecki pod nazwą J. Hepworth & Son. W 1981 roku przedsiębiorstwo wykupiło sieć sklepów Kendalls, a rok później otworzyło pierwszy sklep pod marką Next. W 1986 roku nazwę przedsiębiorstwa zmieniono z J. Hepworth & Son na Next plc.
W styczniu 2010 roku do sieci Next należało ponad 500 sklepów na terenie Wielkiej Brytanii i Irlandii oraz ponad 180 w 30 innych krajach.